# Мрясимовский сельсовет
Мрясимовский сельсове́т — упразднённая в 2008 году административно-территориальная единица и сельское поселение (тип муниципального образования) в составе Караидельского района. Почтовый индекс — 452365. Код ОКАТО — 80234848000.
Входил в состав Байкибашевского района до его упразднения 4 июля 1956 года.

## Состав сельсовета
село (до 2005 года — посёлок)Красный Урюш — административный центр, деревни Мрясимово, Татарский Урюш. Ранее входил посёлок Урюшевского спиртзавода, который в 2005 году объединен с пос. Красный Урюш в село Красный Урюш (Закон «О внесении изменений в административно-территориальное устройство Республики Башкортостан в связи с образованием, объединением, упразднением и изменением статуса населенных пунктов, переносом административных центров» от 20 июля 2005 года N 211-з).

## История
Закон Республики Башкортостан от 19.11.2008 N 49-з «Об изменениях в административно-территориальном устройстве Республики Башкортостан в связи с объединением отдельных сельсоветов и передачей населённых пунктов», ст.1 гласил:

 "Внести следующие изменения в административно-территориальное устройство Республики Башкортостан:
 27) по Караидельскому району: 
 г) объединить Урюш-Битуллинский и Мрясимовский сельсоветы с сохранением наименования «Урюш-Битуллинский» с административным центром в деревне Урюш-Битуллино.
Включить село Красный Урюш, деревни Мрясимово, Татарский Урюш Мрясимовского сельсовета в состав Урюш-Битуллинского сельсовета.

Утвердить границы Урюш-Битуллинского сельсовета согласно представленной схематической карте.

Исключить из учётных данных Мрясимовский сельсовет

## Географическое положение
На 2008 год граничил с муниципальными образованиями: Куртлыкульский сельсовет, Ургушевский сельсовет, Урюш-Битуллинский сельсовет, Подлубовский сельсовет («Закон Республики Башкортостан от 17.12.2004 N 126-з (ред. от 19.11.2008) „О границах, статусе и административных центрах муниципальных образований в Республике Башкортостан“»).

## География
река Урюш, руч. Мрясимка, Большая Мокруша